# Casa Porro-Lambertenghi
Palazzo Porro-Lambertenghi è un palazzo ottocentesco di Milano, in stile neoclassico. Storicamente appartenuto al sestiere di Porta Comasina, si trova in via Monte di Pietà al civico 15.

## Storie e architettura
Il palazzo, realizzato nei primissimi anni dell'Ottocento su progetto del Canonica, si sviluppa su quattro piani fuori terra, dei quali il pian terreno è caratterizzato per il rivestimento a bozze di granito rosa. All'interno è presente un portico con doppio colonnato, nel cui cortile si sarebbe trovato al tempo un monumento, realizzato dal Thorvaldsen.
L'edificio è particolarmente noto a Milano per diversi aspetti: nel 1818 il palazzo venne illuminato grazie ad un'apparecchiatura importata dall'Inghilterra dallo stesso Luigi Porro Lambertenghi, a riguardo della quale l'anno precedente l'amico Silvio Pellico aveva tradotto in italiano il trattato pratico sopra il gas illuminante di Friedrich Accum. Tale sperimentazione - nelle intenzioni del Porro-Lambertenghi - avrebbe dovuto trovare applicazione su vasta scala a Milano, in modo da garantire un vero e proprio servizio pubblico; tuttavia il progetto venne stroncato dalle autorità austriache.
Sempre qui, nel 1818, venne redatta la prima copia del Conciliatore. Casa Porro-Lambertenghi in quegli anni era diventata infatti il luogo di ritrovo di una cerchia di intellettuali e pensatori del tempo, fra cui il Silvio Pellico (primo precettore del figli di Luigi Porro Lambertenghi) e il Confalonieri (vicino e amico). Oltre a questi altri nomi illustri che ruotavano attorno a questa casa furono il Berchet, il Thorvaldsen e lo stesso Lord Byron. A partire dal 1819 la casa diventa inoltre la sede di una scuola di mutuo insegnamento, detta di Sant'Agostino, volta all'alfabetizzazione delle masse in vista di un possibile risveglio di una coscienza nazionale.
Questo forte attivismo politico da parte del Porro-Lambertenghi gli costò la condanna a morte da parte delle autorità austriache, poi evitata con l'esilio: in questa casa, fra le altre cose, il 13 ottobre 1820 era stato arrestato proprio l'amico Silvio Pellico, come ricordato ancora oggi da una lapide.
Il palazzo venne danneggiato lievemente nel corso dei bombardamenti della Seconda guerra mondiale, ma subito restaurato al termine del conflitto.